# Aeroportul Taltheilei Narrows
Aeroportul Taltheilei Narrows (IATA: GSL) este un aeroport din Teritoriile de Nord-Vest, Canada ce deservește zona Lacul Sclavilor.
Situat la o altitudine de 188 m, aeroportul dispune de o singură pistă.